# Вербное воскресенье (телесериал)
«Вербное воскресенье» — российский мелодраматический телесериал, снятый в 2009 году компанией RWS. Впервые был показан на Украине на телеканале «Интер» в декабре 2009 года, а затем в России на «Первом канале» в феврале 2010 года. 30 и 31 октября 2010 года на «Первом канале» состоялся повторный показ телесериала, но уже в полном варианте.

## Сюжет
Это история, которая начинается в 1970-е годы в СССР и заканчивается в начале 2000-х годов в «потрясённой» России, повествует о жизни балерины Оксаны Лепиной. Она не москвичка, жилья нет (судя по всему — родителей тоже нет), живёт у своей учительницы, выдающейся балерины и педагога Павлы Кирилловны Головиной в центре Москвы и выступает на сцене Большого театра. Внук члена Политбюро Артур Никитин без памяти увлекается балериной и подговаривает её товарищей Марго и Лёшу (тоже солисты балета Большого театра), чтобы те уговорили Оксану поехать к нему на дачу, где он смог бы остаться с ней наедине в надежде на близкие отношения. Взамен Марго и Лёша получат звание Заслуженных артистов РСФСР и гастроли за границей.
План срабатывает. Но на близкие отношения Оксана не соглашается, и Артур в порыве страсти насилует юную танцовщицу. Оксана проявляет характер и подаёт в милицию заявление об изнасиловании, но милиционеры, узнав, кто такой Артур, не открывают уголовное дело и пытаются уговорить Оксану отозвать своё заявление. Оксана не соглашается. А тем временем разгорается политический скандал: «вражеские» радиоголоса передают, что внук члена Политбюро изнасиловал молодую балерину. Член Политбюро вынужден восстанавливать своё «честное имя» и обвинять в клевете саму балерину. Ложные свидетельства подписывают те же друзья: Марго и Алексей, на что Алексей сначала не соглашается, но его шантажируют — он гей, а уголовное преследование однополых контактов в советской стране ещё не было отменено. В итоге беременную от Артура Оксану сажают в тюрьму за шантаж и наветы. Оксана умирает при родах в тюрьме. Её последняя просьба — назвать родившуюся дочь в честь её педагога. Дочь умершей Оксаны записывают дочерью Дуси Кочетковой (сокамерницы и новой подруги Оксаны) под именем Павла Кирилловна Кочеткова.
Проходят годы, и на дворе уже конец 1990-х годов. После долгого проживания в Сибири благополучная и состоятельная бандитская семья Дуси Кочетковой и её гражданского мужа, криминального авторитета по кличке Коля Бугай, где выросла юная Павла, переезжает в Москву. Павла знает, что её настоящая мать умерла при родах в тюрьме, а также о злоключениях, из-за которых та оказалась за решёткой. Павла Кочеткова работает телерепортёром. Она решает снять документальный телефильм про биологическую маму, спонсором фильма согласен быть её приёмный папа со своими товарищами — тружениками рынка. Павла знакомится с Павлой Кирилловной Головиной, и та готова ей помогать. Для успеха документального фильма нужно, чтобы в нём участвовали Артур, Марго, Алексей, следователь Валерий Алексеевич Васильев и все те, кто имел отношение к той давней истории. По-разному сложились их судьбы: какие-то из них стали богатыми и влиятельными в России людьми, знаменитыми и занимающими важные государственные посты, а кто-то оказался выброшен из жизни. Некогда знаменитая балерина Головина живёт в бедности в огромной квартире, когда-то выданной ей советской властью; старая женщина, забытая всеми, не имеет ни сил, ни возможностей даже на уборку. Следователь Васильев, верный солдат, выполнив свой долг, доживает в одиночестве, больной, в доме ветеранов. Алексей Громов стал мировой знаменитостью, создав собственную балетную студию за рубежом и ставя балетные спектакли в самых престижных театрах мира. Красавица Маргарита не растерялась и при новой власти: она и владелица балетной труппы и депутат Думы. У неё головокружительный роман с сыном Артура Никитина, Геннадием. Возмужавший внук члена Политбюро Артур Михайлович Никитин числится в списках журнала «Форбс» как один из богатейших людей, он собирается баллотироваться в Думу. Документальный фильм, над которым работает младшая Павла Кирилловна, ни Маргарите, ни Артуру не нужен — огласка наверняка помешает карьере, а жена Артура озабочена ещё и другим: выжившая Павла, как дочь Артура, будет иметь право на часть его наследства. Чтобы фильм, разоблачающий их, не вышел, эти люди готовы на всё, даже убить дочь Оксаны, но бандитские навыки юной Павлы, перенятые ею из семьи, где выросла, помогают выжить, а бандиты, рыночные мошенники, наёмный киллер, взявший деньги за заказ, но не исполнивший работу, сплачиваются и помогают Павле — фильм выходит на телеэкраны и имеет фантастический успех. Аферисты разоблачены и наказаны. Коварная и лицемерная Марго, не вынеся разоблачения, кончает с собой.

## В ролях
- Светлана Иванова — Оксана Лепина, балерина, мать Павлы
- Екатерина Гусева — Маргарита Павловна Полозкова, бывшая подруга Оксаны, в 1990-х депутат Госдумы и заслуженная артистка России
- Дмитрий Дюжев — Артур Михайлович Никитин, внук члена Политбюро, а в 1990-х олигарх
- Екатерина Вилкова — Павла Кирилловна Кочеткова, дочь Оксаны, телерепортёр
- Ирина Розанова — Евдокия Сергеевна Кочеткова, приёмная мать Павлы
- Юрий Батурин — Алексей Громов, танцор
- Олег Басилашвили — Геннадий Матвеевич Никитин, член Политбюро, дед Артура
- Татьяна Пилецкая — Павла Кирилловна Головина, балерина, педагог Оксаны
- Николай Добрынин — Николай, приёмный отец Павлы, муж Дуси Кочетковой
- Виталий Коваленко — Валерий Алексеевич Васильев, следователь, вёл дело Оксаны Лепиной
- Светлана Антонова — Мария Никитина, жена Артура
- Леонид Бичевин — Геннадий Артурович Никитин, сын Артура
- Алексей Барабаш — Константин Федин, оператор, друг Павлы
- Артур Ваха — Михаил Кузьмич, руководитель телеканала
- Дмитрий Поднозов — Герман Александрович Филин, начальник службы безопасности
- Валерий Кухарешин — Аристарх Евсеевич, директор театра
- Ирина Соколова — Наумовна, сокамерница Оксаны
- Николай Иванов — генерал КГБ
- Кирилл Ульянов — Махмуд
- Фёдор Лавров — Пётр
- Татьяна Ткач — врач Екатерина Ашотовна
- Валерий Матвеев — диссидент Георгий Ястребов
- Эдуард Цензор — охранник
- Татьяна Самарина — сотрудница киноархива
- Леонид Алимов — директор рынка
- Лев Елисеев — директор комиссионного магазина
- Виктор Бабич — водитель

## Награды и номинации
Премия «Золотой орёл» 2011:
- Лучший телефильм или мини-сериал (до 10 серий включительно) — продюсеры: Юрий Сапронов, Андрей Смирнов, Дмитрий Месхиев, режиссёр: Антон Сиверс (награда)[1]
- Лучшая женская роль на телевидении — Светлана Иванова (номинация)
- Лучшая мужская роль на телевидении — Дмитрий Дюжев (номинация)[2]